# Arqueociats
Els arqueociats (Archaeocyatha) són un grup extint d'animals, considerats dins la classe de Demospongiae-Porifera (esponges). El seu nom prové del grec "Archaeocyatha" archaīos, «antic» i cyathus, «copa». Aquests animals són exclusius del Cambrià inferior i Cambrià mitjà.
Els arqueociats eren de mida petita (d'entre 10-15 centímetres d'alçada), tenien un hàbit bentònic i sèssil. Eren organismes filtradors que presentaven una distribució geogràfica molt extensa ja que s'han trobat fòssils d'arqueociats en tots els continents, excepte Sud-amèrica.

## Morfologia

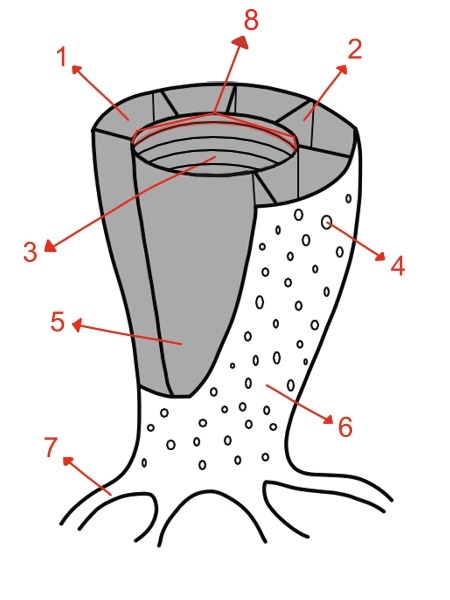
Esquema de la morfologia d'un arqueociat, amb: 1. Interval, 2. Septe, 3. Cavitat Interior, 4. Porus, 5. Muralla Interior, 6. Muralla Externa, 7. Àpex, 8. Tàbula

Els arqueociats es consideren esponges i només coneixem el seu esquelet calcari en el que s'observa una morfologia simple.

L'estructura de l'esquelet presenta una forma cònica allargada amb una doble paret que conforma l’anomenada muralla (una d'externa i una d'interna), on es localitzava la part viva de l’organisme. Les parets presenten una sèrie de porus, més grans a la muralla externa que a la interna, que faciliten tant l’aportació d’aigua a la cavitat interior com la funció de filtració. La cavitat interior es situa just al centre de l'organisme amb una obertura a la part superior que afavoreix l'evacuació de l’aigua filtrada. Aquests esquelets presentaven septes que recorren l’interval (espai entre septes) des de la part superior fins a l'inferior de l'esquelet, de manera rectilínia. Les tàbules (rectes), i els dissepiments (lleugerament corbats), uneixen horitzontalment dos septes.
Els pilars uneixen dos tàbules o dissepiments de manera vertical. La part inferior de l'esquelet s'anomena àpex, on s'uneixen les dues muralles i que manté l’organisme subjectat al fons marí.
Durant l'explosió cambriana, els arqueociats van desenvolupar exoesquelets durs. En aquest cas, tot l'esquelet estava constituït de calcita sense espícules.
Totes les especies d’arqueociats estan recollides en una classificació que inclou 308 gèneres. Les principals diferències es basen en la morfologia de l'esquelet, però també en diferencies bioestratigràfiques i geogràfiques.

## Paleoecologia

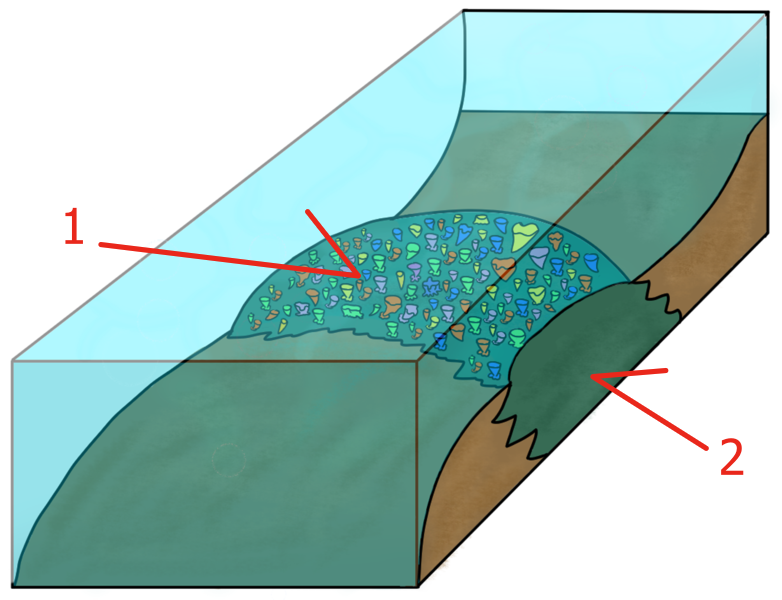
Representació esquemàtica d'un ecosistema d'arqueociats 1.- Arqueociats vius. 2. Restes d'arqueociats morts (formant bioconstrucció).

Els arqueociats van ser els primers formadors de bioconstruccions de la història de la Terra. Aquestes bioconstruccions reben el nom de "red patches". Van formar bioconstruccions molt abans que apareguessin els esculls de coralls, tenien un hàbit epifàunic i vivien en zones de plataforma mitjana formant “colònies gregàries”.
Alimentació:
Els arqueociats eren organismes filtradors, que tenien una relació simbiòtica amb algues (fotosíntesi), d'on obtenien gran part dels seus nutrients. Aquesta interacció afavoria la precipitació de calcita, que formaba l'exoesquelet, el qual avui es preserva fòssil.

## Distribució

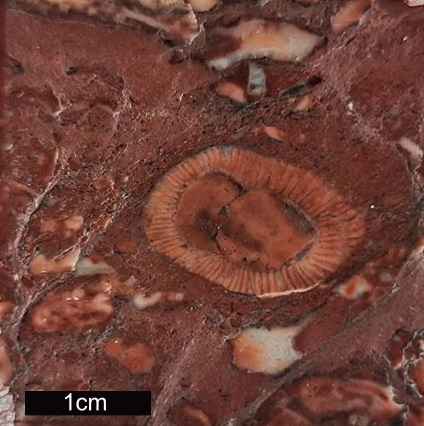
Fòssil d'Arqueociat vista basal

Aquests animals eren cosmopolites, ja que varies espècies s'han trobat en roques del Cambrià a Sibèria, Austràlia, Amèrica del nord, nord-oest d'Àfrica, sud-oest d'Europa i sud-est d'Àsia. Es creu que els Arqueociats es reproduïen de manera similar a les esponges actuals, ja que presenten una àmplia distribució i diversitat a gairebé tots els oceans del Cambrià. Tot i així poques espècies presenten àmplies dispersions geogràfiques: dels 308 gèneres definits avui dia, només 23 són realment cosmopolites.
Utilitat bioestratigràfica:
Durant el Cambrià el planeta presentava un ùnic oceà (Pantalassa) i cinc masses continentals que es trobarien principalment a l'hemisferi Sud formant Gondwana i Euràsia, i a l'equador Laurència, Sibèria i Bàltica. A Pantalassa els Arqueociats vivien en condicions d'aigües tropicals, compreses entre els paral·lels 30º N i 30º S, fins i tot, algunes espècies creixien a latituds de fins a 40º S. La situació de nord Àfrica, propera al pol Sud, sembla "incompatible" amb l'existència de bioconstruccions a l'àrea del Marroc, on les latituds oscil·larien entre els 75° S, per això, es creu que hi havien corrents marines calentes que afavoririen el desenvolupament d'aquestes bioconstruccions.

## Presencia del fòssil a Catalunya

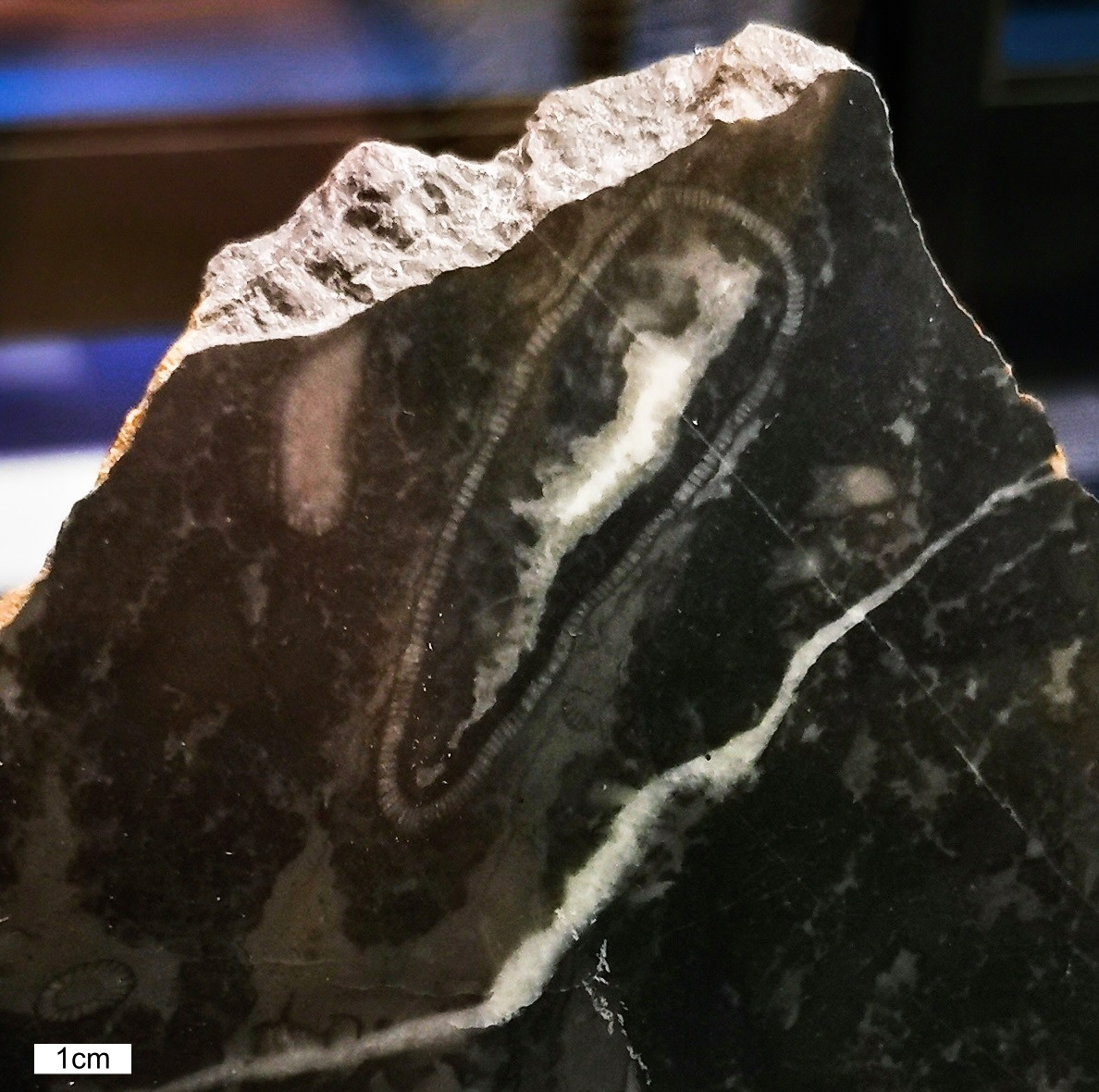
Fòssil d'Arqueociat (Exemplar de Salut de Terrades, Catalunya)

Els fòssils d’arqueociats a Catalunya només s'han trobat a una localitat, a prop de La Salut de Terrades, Alt Empordà. Es troben en estrats de bioconstruccions algals, amb materials del Paleozoic. Els materials trobats a l’aflorament son majoritàriament pissarres i quarsites de color negre, amb alguns nivells intercalats de calcàries bioconstruïdes.
Els estrats són compostos de construccions de calcimicrobis i arqueociats de mides variables, que presenten un important desenvolupament lateral i són intercalats amb materials siliciclàstics. Al sostre d’aquesta successió, es troben petits monticles formats quasi exclusivament per arqueociats de mida gran (15cm).
A l’aflorament, es diferencien dos tipus d’associacions d'arqueociats:
- Associació pionera amb arqueociats solitaris de mida petita que vivien al fons d’aquesta plataforma carbonàtica, i eren escassos.
- Associació constructora amb arqueociats colonials de mida mes gran i mes abundància i capacitat constructora.[7]

El descobriment d’aquest aflorament va ser molt important per a l’historia paleontològica i geològica de Catalunya. La importància d'aquest descobriment es deu al fet que, sabent que els arqueociats son exclusius del Cambrià, es va poder datar la presencia de roques d'aquest període geològic a Catalunya.

## Taxonomia
La classe Archaeocyatha inclou sis ordres:
- Ordre Ajacicyathida R. Bedford & J. Bedford, 1939 †
- Ordre Archaeocyathida Okulitch, 1935 †
- Ordre Capsulocyathida Zhuravleva, 1964 †
- Ordre Kazachstanicyathida Konyushkov, 1967 †
- Ordre Monocyathida Okulitch, 1935 †
- Ordre Putapacyathida Vologdin, 1961 †